# Riška stolnica
Riška stolnica (latvijsko Rīgas Doms, nemško Dom zu Riga) je evangeličanska luteranska stolnica v Rigi v Latviji. Je sedež riškega nadškofa.
Stolnica je ena najbolj prepoznavnih znamenitosti v Latviji in je predstavljena v slikarstvu, fotografiji in televizijskih potopisih. Kot vse najstarejše cerkve v mestu, je znana tudi po vremenskem petelinu.
Cerkev se običajno imenuje Doms, v tavtološkem jeziku beseda 'kupola' izvira iz nemškega dome, kar pomeni 'stolnica'.

## Zgodovina
Riška stolnica je bila zgrajena na pobudo prvega riškega škofa Alberta von Buxthoevena. Po dokumentu z dne 25. julija 1211, katerega pristnost je sporna, je še isti dan položil temeljni kamen za samostan in sosednjo cerkev. Cerkev je nadomestila prvo stolnico v Rigi, leseno konstrukcijo znotraj mestnega obzidja, ki je bila leta 1215 uničena v požaru. Datum posvetitve  ni ohranjen; vsekakor je bila stolnica leta 1226 tako dokončana, da se je tam lahko odvijala sinoda, v kateri je Wilhelm von Modena sodeloval kot papeški legat. Stolnica je bila več kot 300 let stolnica Riške škofije (od 1255 nadškofije).
Položaj nadškofa v mestu je bil znatno oslabljen, ko so se meščani obrnili v reformacijo in je Wolter von Plettenberg, glavar Tevtonskega reda v Livoniji, 21. septembra 1525 mestu Riga izdal luteransko priznanje. S padcem Stare Livonije v Livonski vojni leta 1561, je leta 1563 šla tudi prva katoliška nadškofija v Rigi. Stolnica je odslej služila (nemško govoreči) evangeličanski luteranski kongregaciji. Leta 1923 je latvijska državna evangeličanska luteranska cerkev, ustanovljena v letih 1920/1922, potrdila posest stolnice. Od leta 1959 do 1962 je stolnica služila kot koncertna dvorana, oltar je bil odstranjen in vrste sedežev obrnjene proti orglam.

## Gradnja
Cerkev in križni hodnik sta prvotno stala na majhni vzpetini zunaj mestnega obzidja. Danes sta pod nivojem ulic, ker so okoliške ulice že večkrat dvignjene, da se zmanjša nevarnost poplave iz reke Daugave. Zaradi večkratnih preobrazb je prvotna stavbna oblika cerkve danes težko prepoznavna.
Najstarejši deli stolnice so kor in transept v romanskem slogu. Pri nadaljnji gradnji ladje so bili uporabljeni koničasti loki, katerih stebri so na srednji višini okrašeni s kapiteli. Tudi križni hodnik na južni strani cerkve izvira iz časa škofa Alberta.
Severni portal (prej glavni vhod) navdušuje s svojo zasnovo iz gotske dobe. Od načrtovanih dveh stolpov je bil zaradi pomanjkanja sredstev zgrajen le en stolp, ki je leta 1547 zgorel. Leta 1595 je bil postavljen nov stolp - delno iz lesa, ki je bil najvišji cerkveni stolp v Rigi s 140 m (stolp Petrikirche je bil nekaj metrov nižji). Stolp se je skozi stoletja porušil (gniloba različnih lesenih konstrukcij). Zato je riški svet leta 1775 sklenil, da ga bo nadomestil. Naslednje leto je bil v baročnem slogu zgrajen sedanji, 90 m visok stolp.
Izvirna zasnova cerkve je postala žrtev reformacije leta 1524, požar leta 1547 pa je storil ostalo. Danes se notranjost cerkve zdi v manierističnem in baročnem slogu.

## Oprema
Vredno ogleda je:
- krstilnik s konca 12. stoletja. Izvira iz cerkve v Ikšķileju, prve cerkve v sedanji Latviji in je bil nameščen v srednji ladji, ko je bila stolnica leta 2009 obnovljena.
- Grob prvega livonskega škofa Meinharda na levi korni steni
- baročna rezbarija na leseni prižnici (okoli 1641)
- Spomenik Malemu cehu (19. stoletje)

Posebnost stolnice je zvon, narejen v Morgenrötheju (Saška) v letih 1926/1927, je največji tovrstni zvon, narejen tam in tehta 8,5 tone, ima premer 2,50 m in višino 3,00 m.

## Orgle
V 1882/1883 je orglerska delavnica Walcker iz Ludwigsburga zgradila sedanje orgle z mehanskimi elementi, 6718 cevmi in 124 registri na 4 manualih in pedali (op. 413). Otvorili so jih 31. januarja 1884 in so bile takrat največje na svetu. Ohranjen je razkošen zgodnje baročni prospekt instrumenta predhodnika, katerega srednji del je bil s tremi okronanimi kupolami in hrbtnim pozitivom, ki ga je
prvič ustvaril Jakob Raab iz Lübecka, dokončan leta 1601. Andreas Contius je leta 1733 dodal stolpe za pedala in jih povezal z Raabovim prospektom z vbočenimi cevnimi odseki na notranji strani. Je najstarejši prospekt orgel v baltskih državah in eden najstarejših sploh. Leta 1829 naj bi bilo za njim nameščenih 52 registrov.
Za otvoritev orgel je bil za to priložnost napisan koral Nun danket alle Gott, Franca Liszta, ki pa ga te orgle takrat niso videle ali igrale. Leta 1962 je Hermann Eule Orgelbau Bautzen temeljito popravil orgle in nadomestil izgubljene cevi v drugi svetovni vojni. Za 100-letnico so bile v celoti prenovljene v letih 1983/1984 pod vodstvom nizozemskega podjetja Flentrop.